# Harpactea hombergi
Harpactea hombergi är en spindelart som först beskrevs av Giovanni Antonio Scopoli 1763.  Harpactea hombergi ingår i släktet Harpactea och familjen ringögonspindlar. Arten är reproducerande i Sverige. Inga underarter finns listade i Catalogue of Life.